# Bairak, Velîka Bahacika
Bairak (în ucraineană Байрак) este un sat în așezarea urbană Velîka Bahacika din regiunea Poltava, Ucraina.

## Demografie
Componența lingvistică a localității Bairak
     Ucraineană (96,66%)
     Rusă (2,45%)
     Alte limbi (0,89%)
Conform recensământului din 2001, majoritatea populației localității Bairak era vorbitoare de ucraineană (96,66%), existând în minoritate și vorbitori de rusă (2,45%).